# Engelska kyrkan, Stockholm
Engelska kyrkan eller St Peter and St Sigfrid är en kyrkobyggnad vid Dag Hammarskjölds väg 14 (kvarteret Kyrktomten 1) i Diplomatstaden, Stockholm. Fastigheten är blåmärkt av Stadsmuseet i Stockholm vilket betyder "att bebyggelsen bedöms ha synnerligen höga kulturhistoriska värden".
Församlingen tillhör Europastiftet inom Engelska kyrkan.

## Kyrkobyggnaden
Kyrkan ritades ursprungligen av arkitekt Gustavus W. Hamilton i Liverpool. Byggnadsarbetet påbörjades 1863, men den av byggmästaren Jacob Wessman uppförda grunden visade sig inte hålla. År 1864 gick uppdraget vidare till arkitekt James Souttar, som modifierade ritningarna och även ledde arbetet med uppförandet 1864–1866, då i kvarteret Lindbacken vid Wallingatan, där Scalateatern nu ligger, i närheten av Norra Bantorget på Norrmalm.
Kyrkan flyttades emellertid år 1913 sten för sten till sin nuvarande plats i Diplomatstaden under ledning av Souttars assistent, arkitekt Adolph Emil Melander. Den nya grundstenen lades den 12 mars samma år av kronprinsessan Margareta. Flytten berodde inte minst på den engelskfödda kronprinsessans initiativ, och det passade bra att det brittiska sändebudet hade en engelsk kyrka i närheten. Enligt en annan förklaring var skälet att flytta Engelska kyrkan hit, att Garnisonskyrkogården ansågs behöva en kyrka i sin närhet.
Kyrkan är byggd av röd roslagssandsten i en nygotisk stil och liknar en engelsk lantkyrka. En senare tillbyggnad med fasader av slammat och rosa avfärgat tegel uppfördes 1989.

## Kyrkogården
Där kyrkan står idag anlades 1860 Stockholms garnisons begravningsplats, Garnisonskyrkogården, för underofficerare, sergeanter, fanjunkare och regementstrumslagare. Några gravar är fortfarande bevarade. Här vilar bland annat fanjunkare vid Kungliga Svea lif garde A.J. Salthén, fanjunkaren vid Kungliga Livgardet till häst Lars Fredrik Hedlund, sergeanten vid Kongl. Andra livgardet J.F. Braun och regementsfältväbeln vid Kungliga Livgardet till häst Frans Ludvig Marschall.
Mittemot kyrkan, på andra sidan nuvarande Dag Hammarskjölds väg anlades samtidigt Artillerikyrkogården.

## Bilder

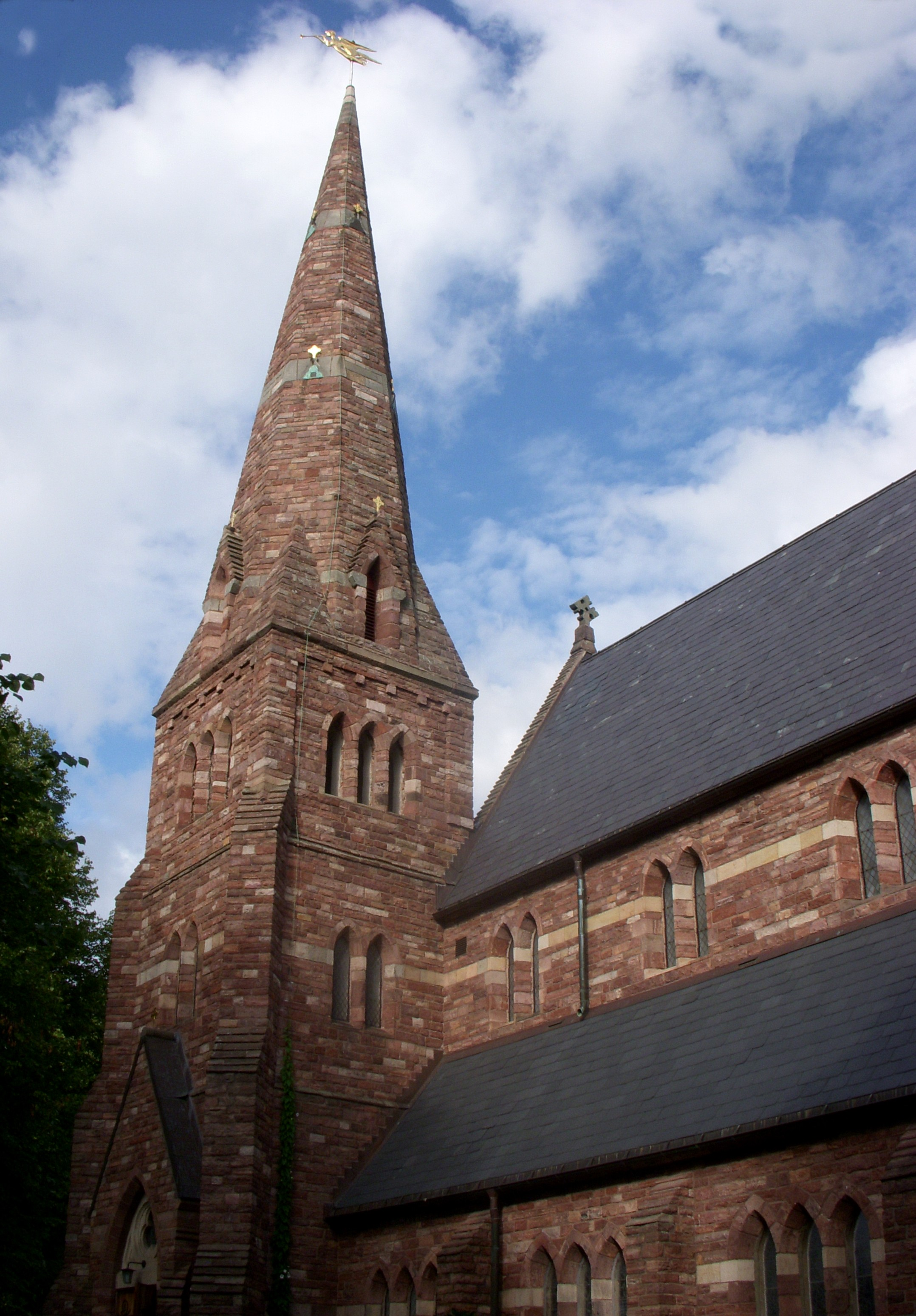
Engelska kyrkan 2008
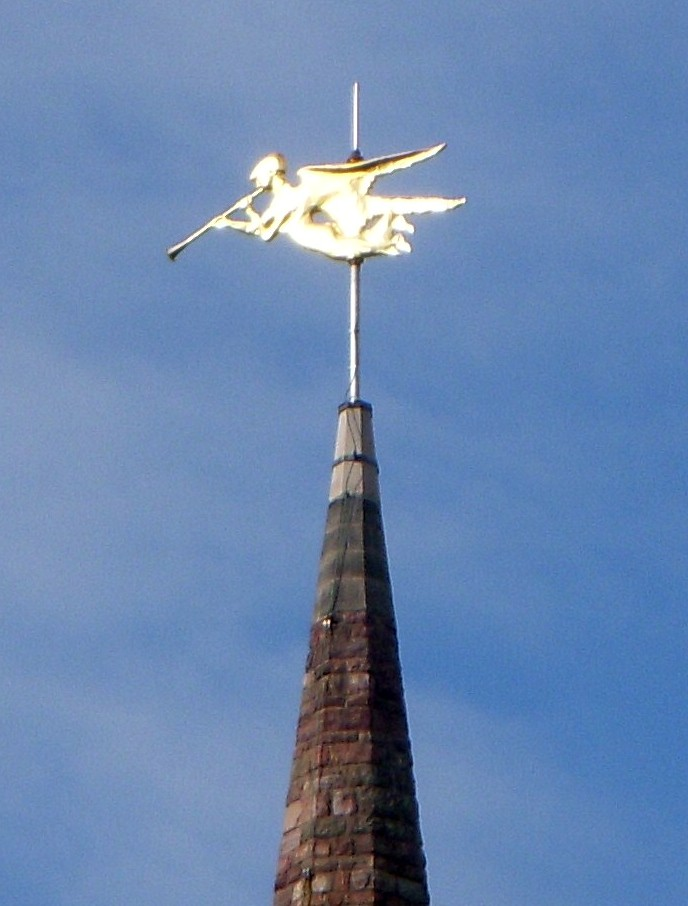
Tornspiran
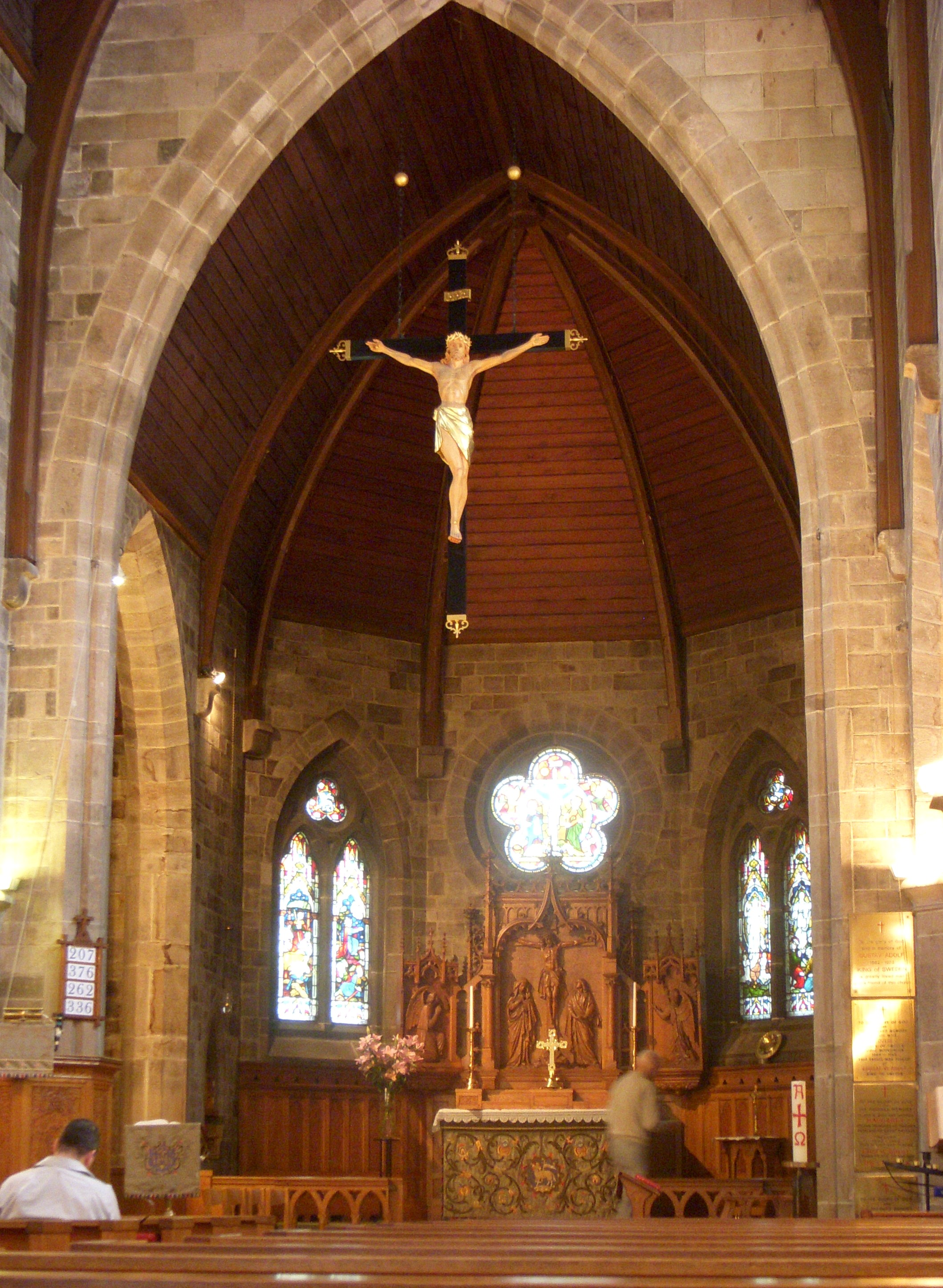
Altarrummet
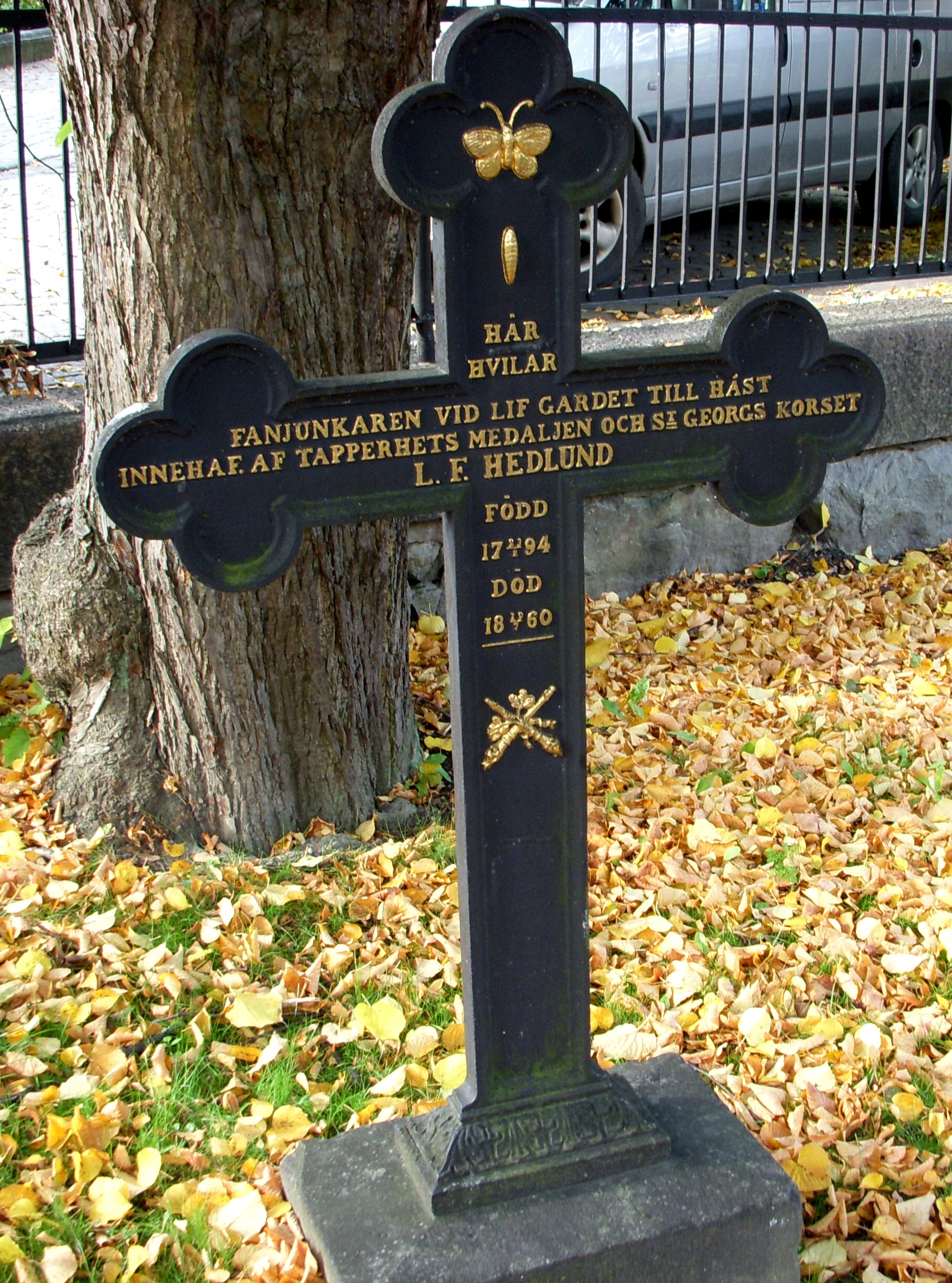
Fanjunkaren Lars Fredrik Hedlunds grav

## Diskografi
- The English Church : organ recital / Karlsson, Rune, orgel. CD. Nosag Records Nosag CD 118, 2006.